# Vassili Alexeiev
Vassili Ivanovitch Alexeiev (russe : Василий Иванович Алексеев, né le 7 janvier 1942 et mort le 25 novembre 2011, est un haltérophile soviétique. Il est champion olympique des super-lourds aux Jeux de Munich en 1972 et de Montréal en 1976 et vingt-deux fois champion du monde. Il a établi 80 records du monde. Lors de ses troisièmes jeux à Moscou, il s'effondre et est éliminé d'entrée.

## Biographie
Surnommé « l'homme le plus fort du monde », Vassili Alexeiev est incontestablement le plus fameux haltérophile de l'histoire. Le 18 mars 1970, il est ainsi le premier homme à lever 600 kg au total olympique, avant de porter ce record à 612,5 kg le 28 juin 1970 lors des championnats d'Europe. Il signe son 80e et dernier record du monde le 31 octobre 1977 avec 256 kg à l'épaulé-jeté. Entre ces deux dates, il remporte presque toutes les compétitions auxquelles il participe : notamment deux titres olympiques et vingt-deux titres mondiaux, dont huit titres à l'arraché, sept à l'épaulé-jeté, sept au total olympique et vingt titres européens.
Outre ses qualités naturelles, l'un des secrets de ses performances est un entraînement extrêmement rigoureux qu'il a mis au point en 1968. Il soulevait ainsi plus de 40 tonnes de fonte par séance d'entraînement. Son alimentation est très riche avec notamment 500 grammes de caviar mangé quotidiennement.
L'influence d'Alexeiev sur sa discipline est majeure. Son physique, avec un tour de taille qui a dépassé 150 cm, son expression durant l'effort, avec des mimiques inimitables, sa démarche guindée, son rituel lorsqu'il se poudrait les mains de magnésie, sa tignasse et ses rouflaquettes en font autant pour sa gloire et celle de sa discipline que ses résultats.
Alexeiev est classé 90e champion du XXe siècle par L'Équipe en 2000.
Il meurt à 69 ans le 25 novembre 2011 des suites de problèmes cardiaques.

### Liens externes

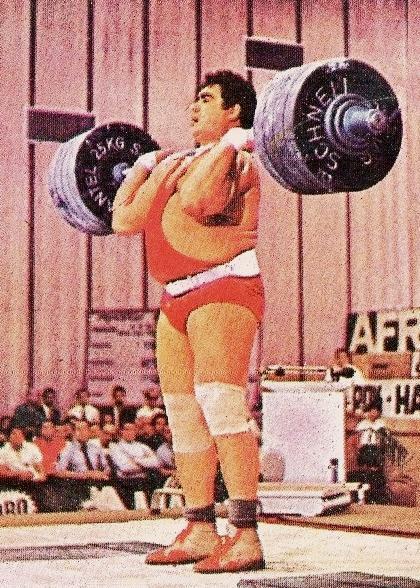
Vassili Alexeiev en 1972.